# Widdrington Station and Stobswood
Widdrington Station and Stobswood är en civil parish  i Storbritannien.  Den ligger i grevskapet och kommunen Northumberland i riksdelen England, i den centrala delen av landet, 400 km norr om huvudstaden London. Parish har 2 767 invånare (2011).
Stobswood är ett bebyggt område omkring 300 meter nordväst om Widdrington Station.